# Bryan Greenberg
Bryan Greenberg (Omaha (Nebraska), 24 mei 1978) is een Amerikaanse acteur.
Hij werd bekend door zijn rol als Jake Jagielski in de serie One Tree Hill (televisieserie). Later speelde hij in de films Prime en Bride Wars.
Als vrijetijdsbesteding staat hij graag op de ski's, ook doet hij aan lacrosse, basketbal en skeeleren. In 2007 bracht Greenberg een album genaamd Waiting For Now uit. Hiervan zijn enkele liedjes in de serie One Tree Hill te horen.